# Massacro di Haiti del 1804
Il massacro di Haiti del 1804, noto anche come genocidio haitiano, fu compiuto contro la popolazione e i creoli francesi (o franco-haitiani) rimasti ad Haiti dopo la rivoluzione haitiana, da soldati, per lo più ex schiavi, agli ordini di Jean-Jacques Dessalines. Dall'inizio di gennaio 1804 fino al 22 aprile 1804, squadre di soldati si spostarono di casa in casa in tutta Haiti, torturando e uccidendo intere famiglie. Tra le 3000 e le 5000 persone furono uccise.
Nicholas A. Robins e Adam Jones hanno descritto il massacro come un "genocidio dei subalterni", in cui un gruppo oppresso distrugge i propri oppressori. Per tutta la prima metà del XIX secolo, gli eventi del massacro furono ben noti negli Stati Uniti. Inoltre, molti rifugiati, che erano riusciti a fuggire negli Stati Uniti da Saint-Domingue, si stabilirono a New Orleans, Charleston, New York, Baltimora e in altre città costiere. Questi eventi influenzarono l'opinione pubblica degli Stati del Sud in merito all'abolizione della schiavitù.

## Antefatti

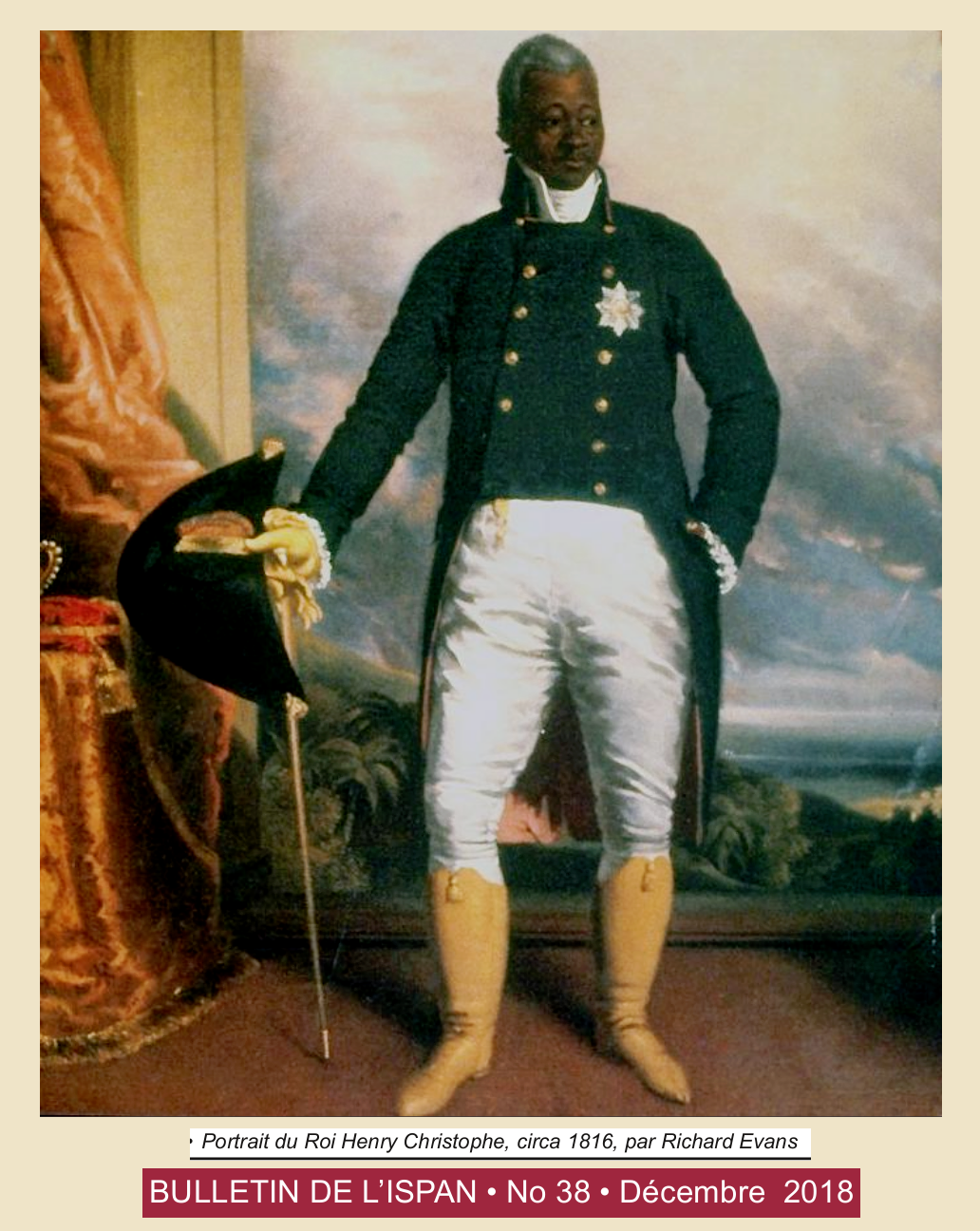
Il segretario Henri Christophe in un ritratto realizzato da Richard Evans.

### Schiavitù
Il segretario Henri Christophe, che fu uno schiavo per gran parte della sua vita, tentò di spiegare gli eventi facendo riferimento al trattamento crudele ricevuto dagli schiavi neri da parte dei proprietari bianchi a Saint-Domingue:
(Henri Christophe)

### Rivoluzione haitiana

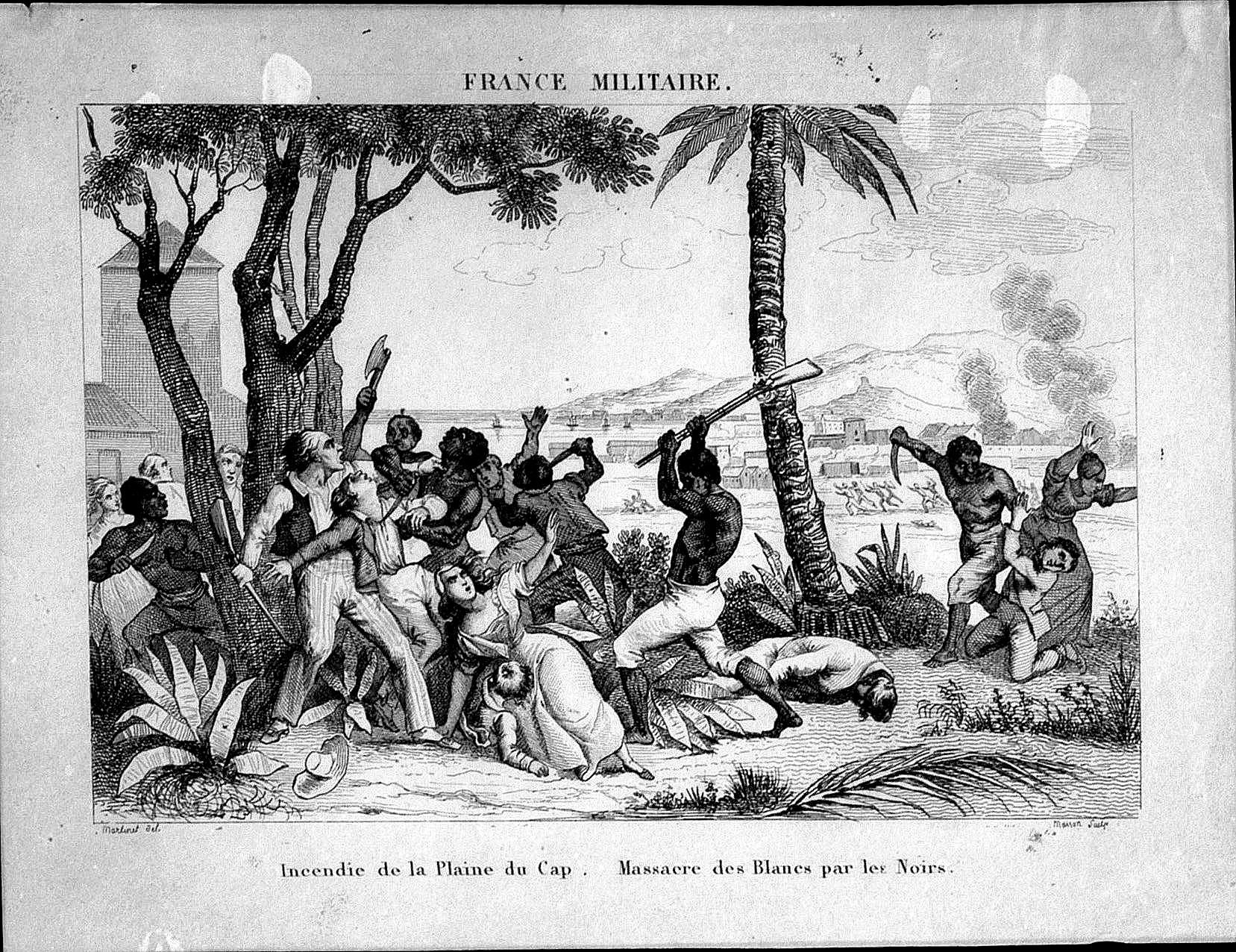
"Incendio di Cap-Haïtien e successivo massacro di bianchi da parte dei neri." Il 22 agosto 1791, gli schiavi appiccarono fuoco alle piantagioni e diedero alle fiamme le città e iniziarono a massacrare la popolazione bianca.

Nel 1791, un uomo di origine giamaicana di nome Boukman divenne il capo degli schiavi africani di una grande piantagione sita a Cap-Haïtien. Sulla scia della rivoluzione francese, lui progettò di massacrare tutti i francesi che vivevano nella città. Così il 22 agosto 1791, gli schiavi africani scesero a Le Cap, dove distrussero le piantagioni e giustiziarono tutti i francesi che vivevano lì. Il re Luigi XVI fu accusato di indifferenza di fronte al massacro, mentre gli schiavi sembravano pensare che il re fosse dalla loro parte. Nel luglio 1793, anche i francesi di Les Cayes furono massacrati.
Nonostante la proclamazione di emancipazione dalla Francia, i neri si schierarono con gli spagnoli che vennero ad occupare la regione. Nel luglio 1794, le forze spagnole rimasero a guardare mentre le truppe nere di Jean-Jacques massacravano i bianchi francesi a Fort-Liberté.
Secondo quanto scrive Philippe Girard, le forze bianche inviate da Napoleone Bonaparte commisero massacri ma furono sconfitte prima che potessero compiere un genocidio, mentre un esercito guidato da Jean-Jacques Dessalines, composto principalmente da ex schiavi, riuscì a spazzare via la quasi totalità della popolazione bianca haitiana. Girard ha descritto i cinque più importanti fattori che portarono al massacro, che lui stesso ha definito un genocidio: (1) i soldati haitiani furono influenzati dalla Rivoluzione francese per giustificare omicidi e massacri su larga scala su basi ideologiche; (2) gli interessi economici motivarono i piantatori francesi a voler sedare la rivolta, oltre a influenzare gli ex schiavi a voler uccidere i nuovi piantatori e prendere la proprietà delle piantagioni; (3) una rivolta degli schiavi era in corso da più di un decennio, ed era essa stessa una reazione a un secolo di brutale dominio coloniale, rendendo la morte violenta un luogo comune e quindi più facile da accettare; (4) il massacro era una forma di guerra di classe in cui gli ex schiavi potevano vendicarsi contro i loro ex padroni; e (5) le ultime fasi della guerra divennero un conflitto razziale che contrapponeva bianchi contro neri e mulatti, in cui l'odio razziale, la disumanizzazione e le teorie del complotto facilitavano il genocidio.
Dessalines salì al potere dopo la sconfitta della Francia e la successiva evacuazione da quella che era precedentemente nota come Saint-Domingue. Nel novembre 1803, tre giorni dopo la resa delle forze di Rochambeau, Dessalines ordinò l'esecuzione di 800 soldati francesi rimasti indietro, perché colpiti da una malattia durante l'evacuazione. Garantì la sicurezza della restante popolazione civile bianca.

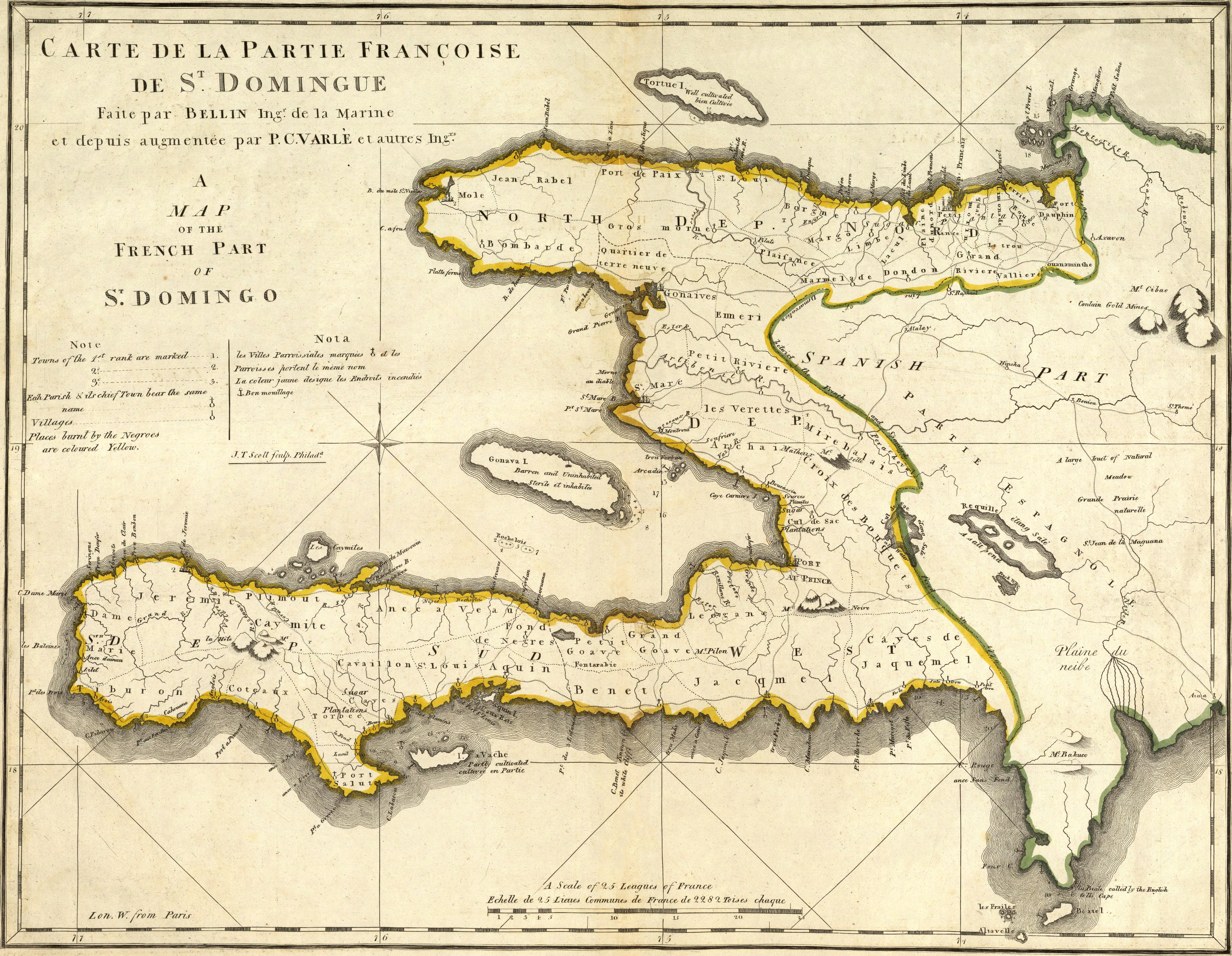
Mappa di Saint-Domingue.

Dessalines e i suoi consiglieri suggerirono apertamente di mettere a morte l'intera popolazione bianca perché rappresentava un pericolo nazionale. Ai bianchi che cercavano di lasciare Haiti venne impedito di farlo. Queste dichiarazioni arrivarono dopo la circolazione di alcune voci secondo cui la popolazione bianca avrebbe cercato di lasciare il paese per convincere le potenze straniere a invadere Haiti e reintrodurre la schiavitù.
Il 1º gennaio 1804, Dessalines proclamò l'indipendenza di Haiti.  Lui in seguito diede l'ordine a tutte le città di Haiti di sopprimere tutti gli uomini bianchi. Dessalines diede indicazioni pure sulle armi, decise che si dovevano utilizzare solo armi silenziose, come coltelli e baionette, piuttosto che armi da fuoco, in modo che l'uccisione si sarebbe potuta eseguire in modo più silenzioso e in questo modo le successive vittime designate non avrebbero sentito il suono degli spari, e non sarebbero potute fuggire.
Secondo lo storico Cyril Lionel Robert James, il governo inglese, tramite un agente, informò Dessalines che "gli inglesi avrebbero commerciato con Haiti e protetto l'indipendenza del paese solo quando perfino l'ultimo dei bianchi sarebbe caduto sotto l'ascia".

## Massacro

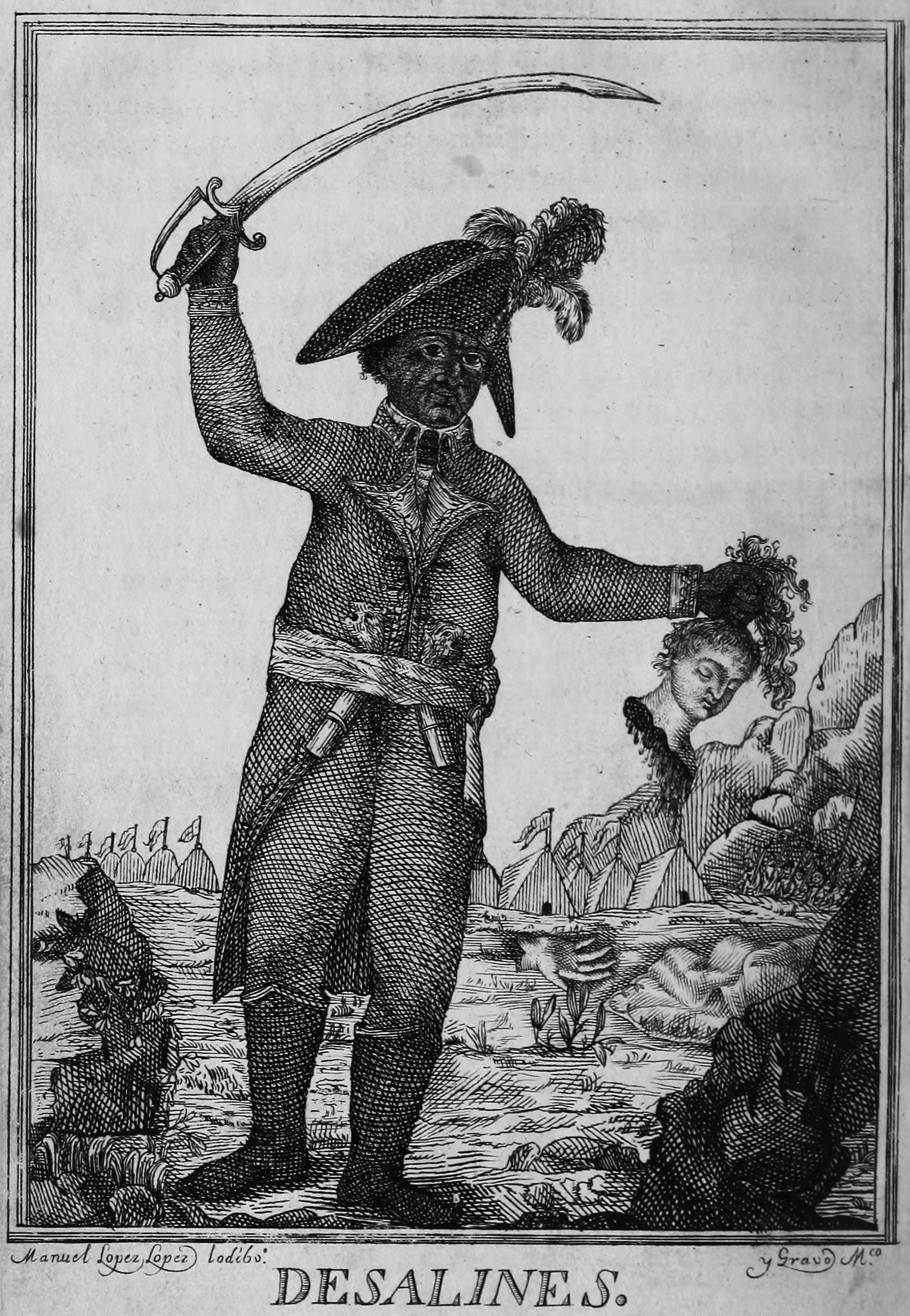
Un'incisione del 1806 di Jean-Jacques Dessalines. Raffigura un generale con la spada sollevata da una parte, mentre con l'altra regge la testa mozzata di una donna bianca.

Durante febbraio e marzo, Dessalines viaggiò tra le principali città di Haiti per assicurarsi che i suoi ordini fossero eseguiti.
In tutte le città, prima del suo arrivo, ci furono solo pochi omicidi, nonostante i suoi ordini, mentre aumentarono al suo arrivo. Quando Dessalines arrivava, parlava in primo delle atrocità commesse dalle ex autorità bianche, come Rochambeau e Leclerc, dopodiché chiedeva che i suoi ordini sulle uccisioni di massa della popolazione bianca della zona venissero applicati. Secondo quanto riferito, ordinò agli uomini di razza mista di prendere parte alle uccisioni, in modo che la colpa non sarebbe stata attribuita esclusivamente alla popolazione nera. Le uccisioni di massa ebbero luogo nelle strade e in luoghi siti fuori dalle città. I resoconti dei testimoni oculari del massacro descrivono la prigionia e le uccisioni anche di bianchi che erano stati amichevoli e solidali con la popolazione nera.
Parallelamente alle uccisioni, si verificaronò anche saccheggi e stupri. Donne e bambini venivano generalmente uccisi per ultimi. Le donne bianche venivano "spesso violentate o costrette a matrimoni forzati sotto la minaccia di morte".
Dessalines non diede un ordine diretto di uccidere le donne, e secondo quanto riferito i soldati erano piuttosto riluttanti a farlo. Alla fine, però, anche le donne furono messe a morte, sebbene normalmente in una fase successiva del massacro rispetto ai maschi adulti. L'argomentazione più importante per uccidere anche le donne era che i bianchi non sarebbero stati veramente sradicati se le donne avessero dato alla luce nuovi francesi.
Prima della sua partenza da una città, Dessalines avrebbe proclamato l'amnistia per tutti i bianchi che erano sopravvissuti (perché nascosti) durante il massacro. Tuttavia, quando molte di queste persone lasciarono il loro nascondiglio vennero ugualmente uccise. Tuttavia, ci furono notevoli eccezioni alle uccisioni ordinarie. A un contingente di disertori polacchi fu concessa l'amnistia e la cittadinanza haitiana per il sostegno all'indipendenza del paese. Dessalines definì i polacchi "i negri bianchi d'Europa", come espressione della loro solidarietà e gratitudine.

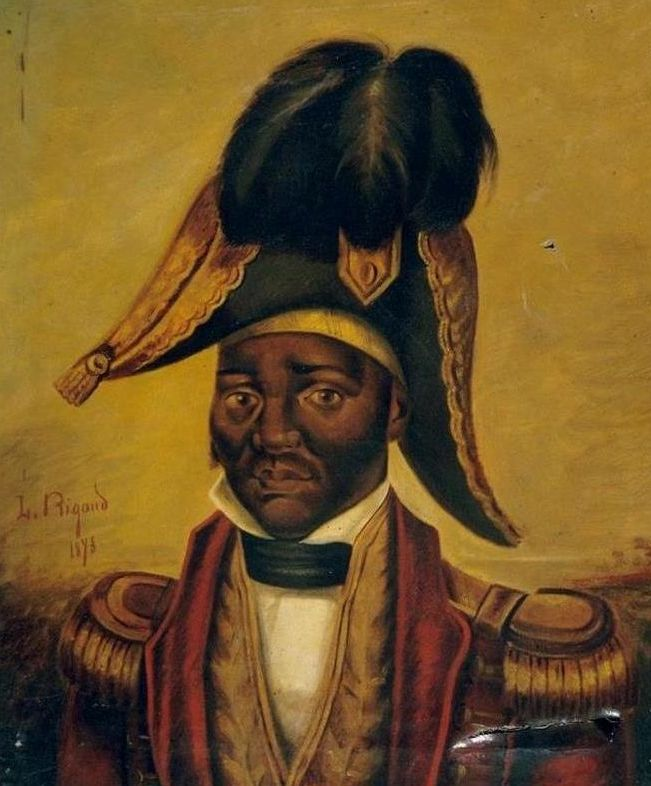
Jean Jacques Dessalines, il maggior responsabile del massacro.

A Port-au-Prince, nonostante gli ordini, si verificarono solo pochi omicidi. Dopo l'arrivo di Dessalines il 18 marzo, il numero di quest'ultimi aumentò notevolmente. Secondo un capitano mercantile, circa 800 persone furono uccise in città, mentre circa 50 sopravvissero. Stessa cosa accadde a Cap-Haïtien, prima dell'arrivo di Dessalines, il 18 aprile 1804, nella città ebbero luogo solo una manciata di omicidi, mentre in seguito ci fu un vero e proprio massacro nelle strade e fuori città.
Come altrove, la maggior parte delle donne inizialmente non venne uccisa. I consiglieri di Dessalines, tuttavia, sottolinearono che gli haitiani bianchi non sarebbero scomparsi se le donne fossero state libere di dare alla luce uomini bianchi, e dopo questo, Dessalines ordinò formalmente la morte anche delle donne, ad eccezione di coloro che avrebbero accettato di sposarsi con uomini non bianchi. Fonti dell'epoca affermavano che 3000 persone furono uccise a Cap-Haïtien; tuttavia Philippe Girard scrive che questa cifra non è realistica, poiché nel periodo post-evacuazione dei francesi l'insediamento contava appena 1700 bianchi.
Uno dei più famosi partecipanti al massacro fu Jean Zombi, un mulatto residente a Port-au-Prince noto per la sua brutalità. Secondo un racconto, Zombi fermò un uomo bianco per strada, lo denudò e lo portò sulle scale di un palazzo presidenziale, dove lo uccise con un pugnale, e che persino Dessalines, che stava assistendo alla scena rimase "inorridito" dall'episodio. Nella tradizione haitiana del vodou, la figura di Jean Zombi è associata a quella degli zombi.

## Conseguenze

### Effetti ad Haiti

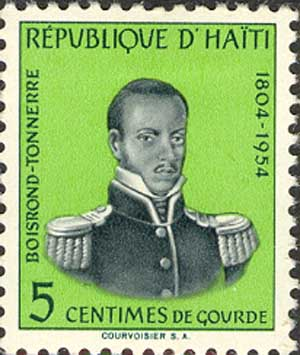
Louis Boisrond Tonnerre, allora segretario di Dessalines, su un francobollo haitiano, stampato per festeggiare il 150º anniversario della rivoluzione haitiana, (1804-1954).

Alla fine dell'aprile 1804, erano state uccise dalle 3000 alle 5000 persone e gli haitiani bianchi furono praticamente estirpati, a eccezione di un piccolo gruppo a cui fu concessa l'amnistia. Quest'ultimi erano ex soldati polacchi a cui era stata concessa la cittadinanza haitiana; un piccolo gruppo di coloni tedeschi, presenti nella regione nord-occidentale dapprima della rivoluzione; e un gruppo di medici e professionisti. Secondo quanto riportato, anche le persone con legami con ufficiali dell'esercito haitiano furono risparmiate, così come le donne che accettarono di sposare uomini non bianchi.
Dessalines non cercò di nascondere il massacro al mondo. In una proclamazione ufficiale l'8 aprile 1804, affermò: "Abbiamo dato una lezione a questi veri cannibali, guerra per guerra, crimine contro crimine, oltraggio per oltraggio; ho salvato il mio paese, ho vendicato l'America". Dessalines considerava l'eliminazione degli haitiani bianchi un atto di necessità politica, poiché erano considerati una minaccia. Era anche considerato un atto di vendetta necessario. Il segretario di Dessalines Boisrond-Tonnerre dichiarò: "Per la nostra dichiarazione di indipendenza, dovremmo usare la pelle di un uomo bianco come pergamena, il suo teschio per calamaio, il suo sangue per inchiostro e una baionetta per penna!".
Dessalines era ansioso di assicurare che Haiti non rappresentasse una minaccia per le altre nazioni. Per questo si impegno a stabilire relazioni amichevoli anche con le nazioni in cui la schiavitù era ancora consentita.
Nella costituzione del 1805 tutti i cittadini erano definiti "neri", ed essa vietava agli uomini bianchi di possedere terre, ad eccezione di quelli nati da donne bianche che erano state naturalizzate come cittadine haitiane.
Girard nel libro Paradise Lost scrive che "Nonostante tutti gli sforzi di Dessalines, i massacri furono tanto imperdonabili, quanto sciocchi".

### Effetto sulla società americana

L'allora presidente della corte suprema statunitense Roger Brooke Taney menzionò i fatti di Haiti durante la campagna elettorale delle elezioni presidenziali statunitensi del 1860.

Il massacro di Haiti svolse un ruolo importante anche nella guerra civile negli Stati Uniti, infatti i bianchi del Sud, seppur la maggior parte dei quali non possedevano schiavi, temevano un genocidio simile a quello che era avvenuto a Haiti. La rivolta degli schiavi fu un tema di primo piano nei discorsi dei leader politici del Sud e influenzò l'opinione pubblica degli Stati Uniti sin da quando gli eventi avevano avuto luogo.
Nel periodo che precedette le elezioni presidenziali del 1860, Roger B. Taney, presidente della Corte suprema, scrisse "ricordo gli orrori di Saint-Domingue" e disse che le elezioni "avrebbero determinato se qualcosa di simile sarebbe dovuto accadere ai nostri connazionali del Sud".
In una corrispondenza al New York Times nel settembre 1861 (durante la guerra), un abolizionista di nome JB Lyon scrisse che il massacro era diventato un punto importante nelle argomentazioni dei suoi oppositori, e sosteneva, tuttavia, che l'abolizione della schiavitù nelle varie colonie caraibiche degli imperi europei prima degli anni '60 dell'Ottocento dimostrava che la fine della schiavitù poteva essere raggiunta pacificamente.
Philippe Girard scrive "quando il genocidio finì, la popolazione bianca di Haiti era praticamente inesistente". Citando Girard, Nicholas A. Robins e Adam Jones hanno descritto il massacro come un "genocidio dei subalterni" in cui un gruppo precedentemente svantaggiato usò un genocidio per distruggere i loro precedenti oppressori.